# Thora

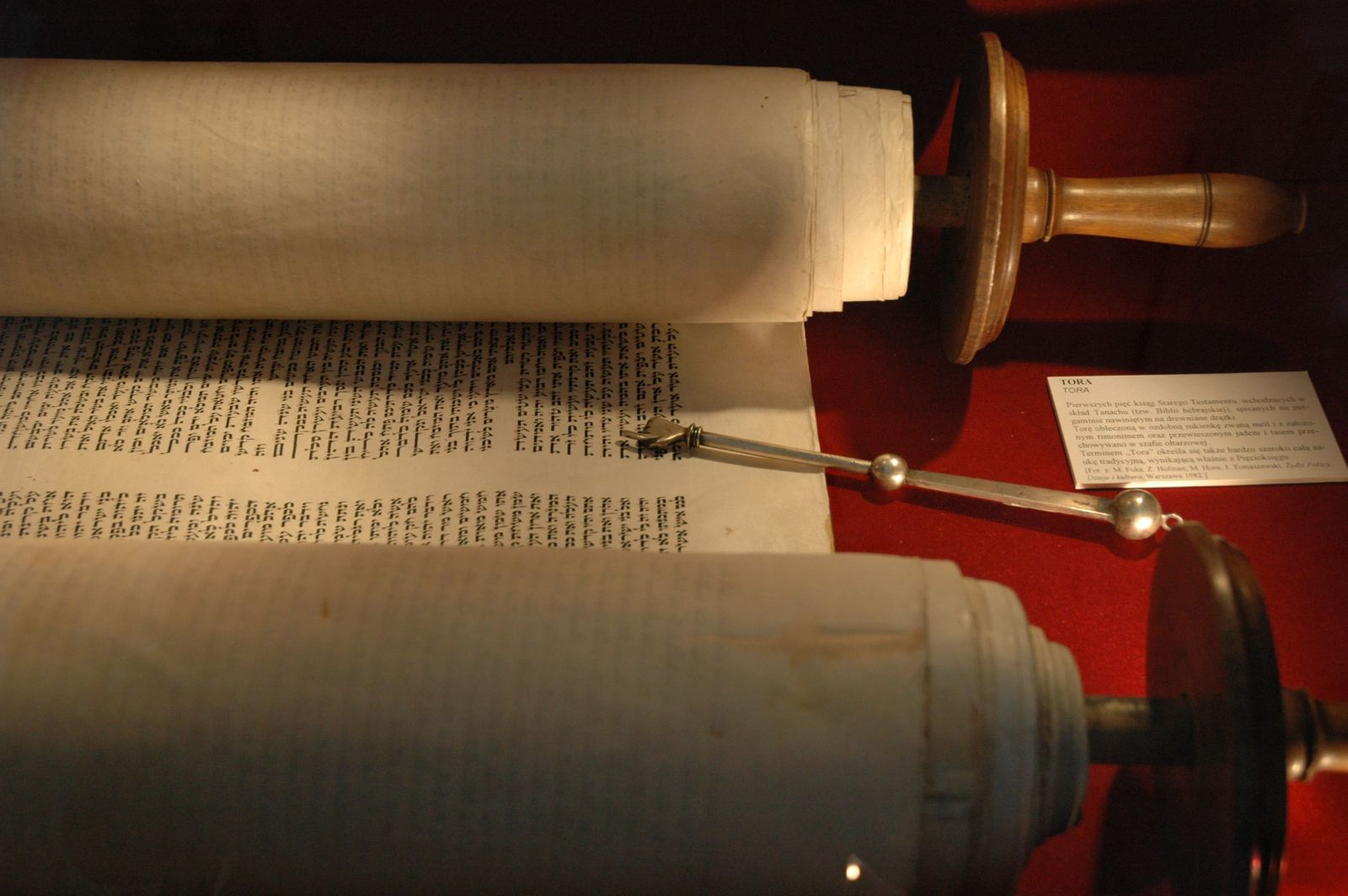
Een thorarol met jad (aanwijsstokje)

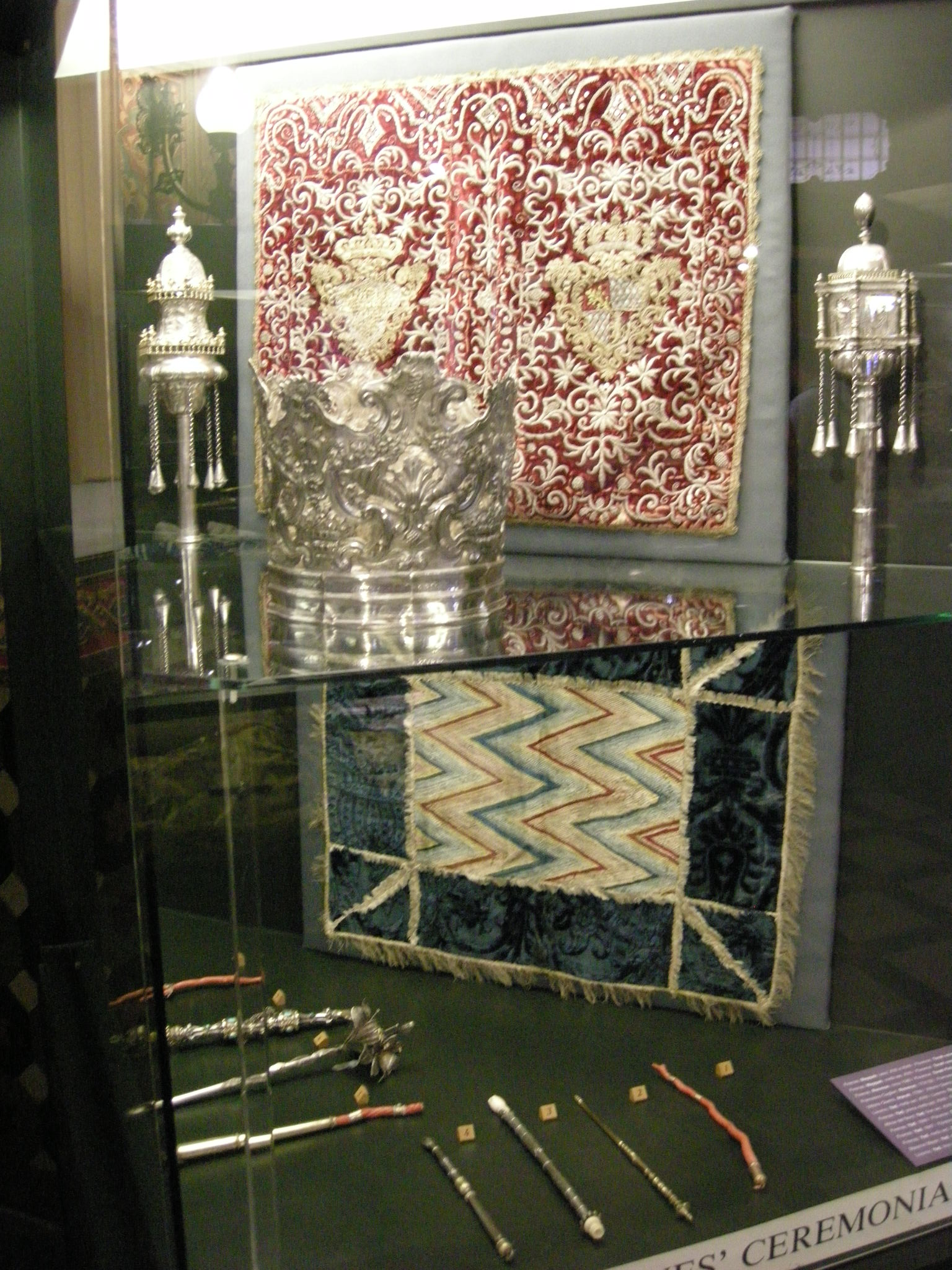
Thora-ornamenten uit de grote sjoel van Florence

De Thora, ook gespeld als Tora of Torah (Hebreeuws: תּוֹרָה), zijn de eerste vijf boeken van de Tenach (Hebreeuwse Bijbel), die de grondslag van het joodse geloof vormen en daarmee als de voornaamste heilige boeken van deze monotheïstische godsdienst gelden. Met de term wordt ook wel de joodse godsdienstige literatuur als geheel aangeduid (zie verderop).
De Griekse aanduiding Πεντάτευχος, Pentáteuchos, "vijf boeken" ligt ten grondslag aan de aanduiding Pentateuch in de vakliteratuur.

## Woord
Het woord Thora wordt uitgesproken met de klemtoon op de laatste lettergreep, zoals bij de meeste Hebreeuwse woorden. Het woord 'Tora' wordt ook wel uitgesproken in het Nederlands-Asjkenazisch: 'Touro'. Het woord Tora is Hebreeuws dat onderwijzing, leer, instructie of wet betekent.

## Inhoud
De vijf boeken van de Thora zijn:
- Bereesjiet (Genesis)
- Sjemot (Exodus)
- Wajikra (Leviticus)
- Bemidbar (Numeri)
- Dewariem (Deuteronomium)

In sommige talen, onder andere Duits, heten ze 1 Mozes t/m 5 Mozes.
Tezamen staan deze vijf Thoraboeken ook bekend als:
- De Vijf Boeken van Mozes
- Wet van Mozes
- De Pentateuch
- Chamisja Choemsjee Torah (Hebreeuws: חמשה חומשי תורה, de 'vijf boeken van de Thora')
- Choemasj (Hebreeuws: חומש, afgeleid van het Hebreeuwse woord chameesj dat 'vijf' betekent).

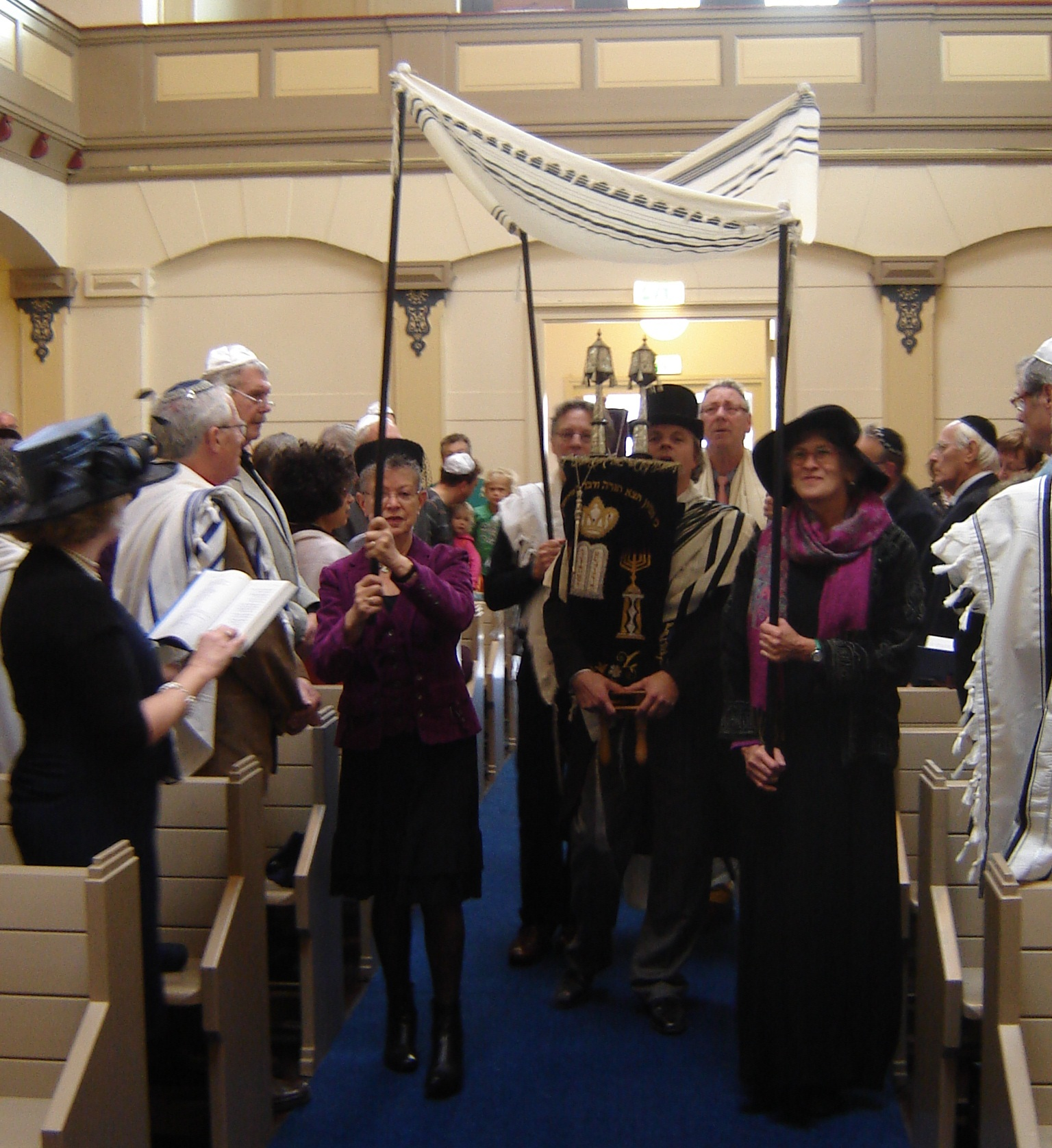
Inwijding van een sefer Thora (thorarol) ofwel Hachnassat Sefer Thora bij de Joodse gemeente Beth Shoshanna in de Grote Synagoge van Deventer. Het sefer wordt binnengedragen onder de choepa, het Joodse huwelijksbaldakijn.

De Thora beschrijft hoe volgens het jodendom de wereld en de mensheid zijn ontstaan (de schepping door God) en hoe de mensheid zich in de eerste tijd daarna ontwikkelde (de zondvloed, de verspreiding na de torenbouw in Babel, e.d.), alsmede de vroegste (religieuze) geschiedenis van de Israëlieten, de (voorlopers van de) Joden.
De Thora is om twee redenen voor het (religieuze) jodendom van zeer groot belang.
Enerzijds omdat erin staat verhaald dat God een verbond met drie personen heeft gesloten (Awraham (Abraham), zoon Jitschak (Isaak) en kleinzoon Ja'akow (Jakob)) die als de aartsvaders zijn gaan fungeren van de Israëlieten, die vanwege dit verbond Gods uitverkoren volk zijn met een eigen door God aangewezen land, het Land van Israël (Eretz Jisrael). Dit verbond werd later bekrachtigd toen - dit wordt eveneens in de Thora vermeld - de Israëlieten onder leiding van Mozes uit Egypte naar Kanaän (het 'Beloofde Land') trokken (de uittocht uit Egypte). In de tussenliggende Sinaïwoestijn sloot God namelijk het hierboven vermelde verbond ook nog eens met de Israëlieten zelf waarbij Mozes als tussenpersoon optrad.
Anderzijds heeft God - ook weer door middel van Mozes - in de Sinaïwoestijn zijn wet (mitswot, meervoud van mitswa, in het Nederlands voorschriften) aan de Israëlieten bekendgemaakt en hen opgedragen deze stipt na te leven (met als belangrijkste onderdeel de Tien geboden). Volgens het jodendom staan er 613 mitswot (284 geboden en 365 verboden) in de Thora (waarvan 611 via Mozes en twee rechtstreeks door God zijn geopenbaard) die de kern vormen van de halacha, het geheel van de rabbinale wetgeving die zeer bepalend is voor het joodse religieuze leven. Een deel van de mitswot zijn gericht op de gebruiken in de Tempel en worden heden ten dage niet meer nageleefd. De overige voorschriften zijn deels gericht op de relatie tussen mens en God, deels op de relatie tussen mensen onderling.
Deze mitswot zijn in de Tora vaak kort omschreven. Een nadere verklaring van alle ge- en verboden staat in de Misjna, de mondelinge leer, die volgens orthodoxe joden tegelijk met de Tora door Mozes in ontvangst is genomen maar volgens liberale joden door generaties van rabbijnen is ontwikkeld.

## Andere betekenis
Met Thora duiden Joden soms ook het hele spectrum van gezaghebbende joodse boeken aan. Vanuit dat kader bezien bestaat de Thora dan uit de Tenach, de Misjna, de Talmoed en de Midrasj. Deze worden vaak weer onderverdeeld in de geschreven leer (Tenach) en de mondelinge leer (de rabbijnse boeken: Misjna, Talmoed en Midrasj). Op zijn breedst kan het woord worden gebruikt om een leer, lering of filosofie aan te duiden.

## Toepassing in de synagoge

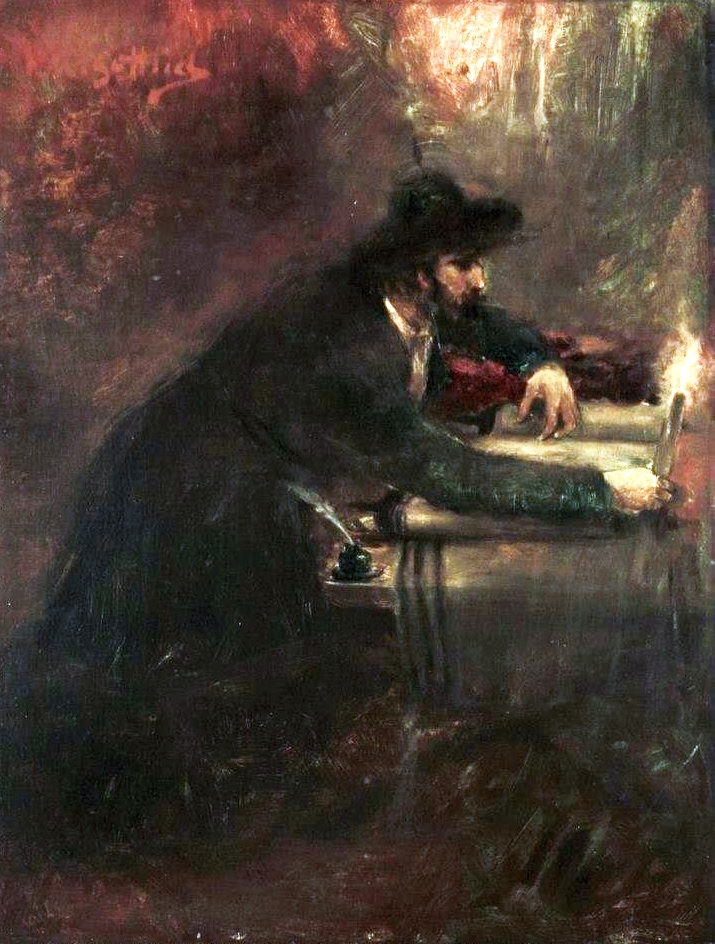
Het schrijven van een thorarol geschilderd door de Pools-Joodse schilder Maurycy Gottlieb

Elk joods jaar wordt in de synagoge de hele Thora voorgelezen, elke sjabbat een gedeelte, parasja geheten. Deze cyclus begint en eindigt met het feest van Simchat Thora (vreugde van de wet). Op dit feest wordt de lezing van de Thora gevierd en in veel synagoges wordt de Thora dan tijdens processies rondgedragen. Tijdens Simchat Thora worden de laatste en de eerste parasja gelezen.
Een nieuwe thorarol wordt doorgaans feestelijk ingewijd. Daarbij worden symbolen gebruikt van de choepa, de Joodse huwelijksceremonie. Traditioneel wordt er dan ook Baroech haba gezongen, de laatste verzen van psalm 118 (vers 26-29), zoals ook bij een Joods huwelijk. Zie de foto rechts en het filmpje van de inwijding van een thorarol.

## Thorarollen
De Thora wordt geschreven op een rol, die gemaakt is van perkament van de huid van een koosjer dier. De verschillende delen perkament worden met een pees aan elkaar bevestigd. De tekst van de Thora wordt met de hand met inkt op het perkament geschreven, waarbij er geen enkele fout gemaakt mag worden.
Al duizenden jaren houden masoreten zich zeer nauwkeurig bezig met het op deze manier kopiëren van de teksten. Ter controle van de betrouwbaarheid van de overgeschreven teksten, maakten zij zelfs berekeningen die op de checksums van het moderne computertijdperk lijken.
De thorarollen worden bedekt bewaard, omhuld met textiel, zodat het perkament niet wordt beschadigd.
De tekst van een thora die in de synagoge voor de dienst wordt gebruikt is nooit versierd.

## Verklaringen op de Thora
Door de eeuwen heen zijn er door beroemde rabbijnen vele verklaringen op de Thora geschreven. Enkelen hiervan zijn:
- Peroesj Rasjie al ha-Tora

Zowel de persoon als zijn voornaamste verklaring, een immens commentaar op de gehele Talmoed en Thora, staan bekend onder de naam Rasjie, wat een afkorting is voor Raw Sjlomo ben Jitschak, ofwel rabbijn Salomon zoon van Isaac. Dit commentaar werd in eerste instantie door hem geschreven om in het onderwijs aan vijfjarigen gebruikt te worden, maar wordt nu door de gehele joodse wereld gebruikt, tot aan de grootste rabbijnen toe. Er zijn vertalingen van de Thora met het commentaar van Rasjie naar het Engels en ook naar het Nederlands. Rasjie wordt door de Grand Larousse de la langue française gebracht om het ontstaan van verschillende woorden van de Franse taal te bewijzen, door de "loaze" (vreemdwoorden) meestal in het Frans die door Rasjie in zijn commentaar gebruikt werd. Deze zijn op heel toepasselijke wijze door Rabbijn A.M. Glanzer (sefer Meainai agam) uitgelegd.
- Peroesj Ramban al ha-Tora

Geschreven door Raw Mosjé ben Nachman ofwel rabbijn Mozes zoon van Nachman; ook bekend als Nachmanides.
Er zijn ook Nederlandse verklaringen op de Thora geschreven, zoals door de voormalige opperrabbijn van Gelderland Joël Vredenburg. Een modernere vertaling van de Thora uit de Hebreeuwse brontekst is die van Isaac Dasberg, uitgegeven door het Nederlands-Israëlitisch Kerkgenootschap in de jaren zeventig en reeds een aantal malen herdrukt. Talrijke andere verklaringen zijn er geschreven.

## Sidrot (onderverdelingen)

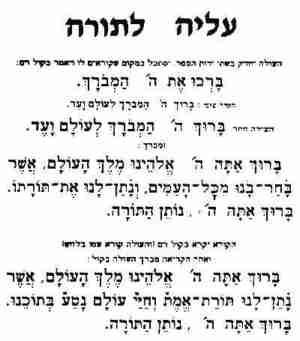
De berachot die men voorleest dan wel zingt als men voor de Thora wordt opgeroepen (alieja) voor een van de zeven parsjiot van de sidra.

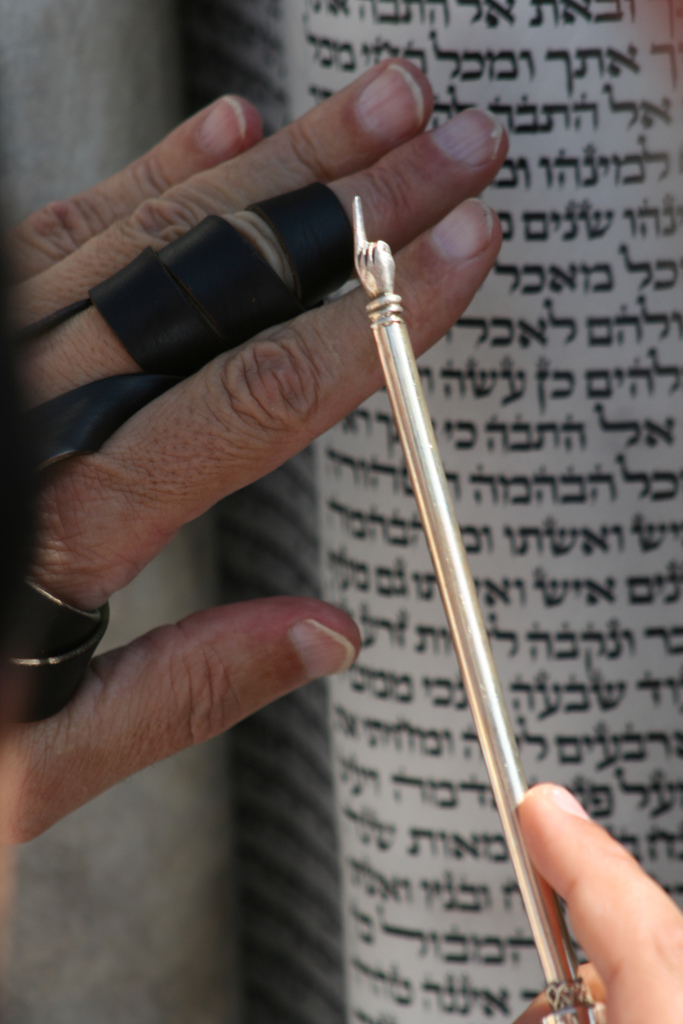
Het doordeweeks (op een maan- of donderdag) lezen van de parasja Noach. De tweede parasja van het boek Bereesjiet.

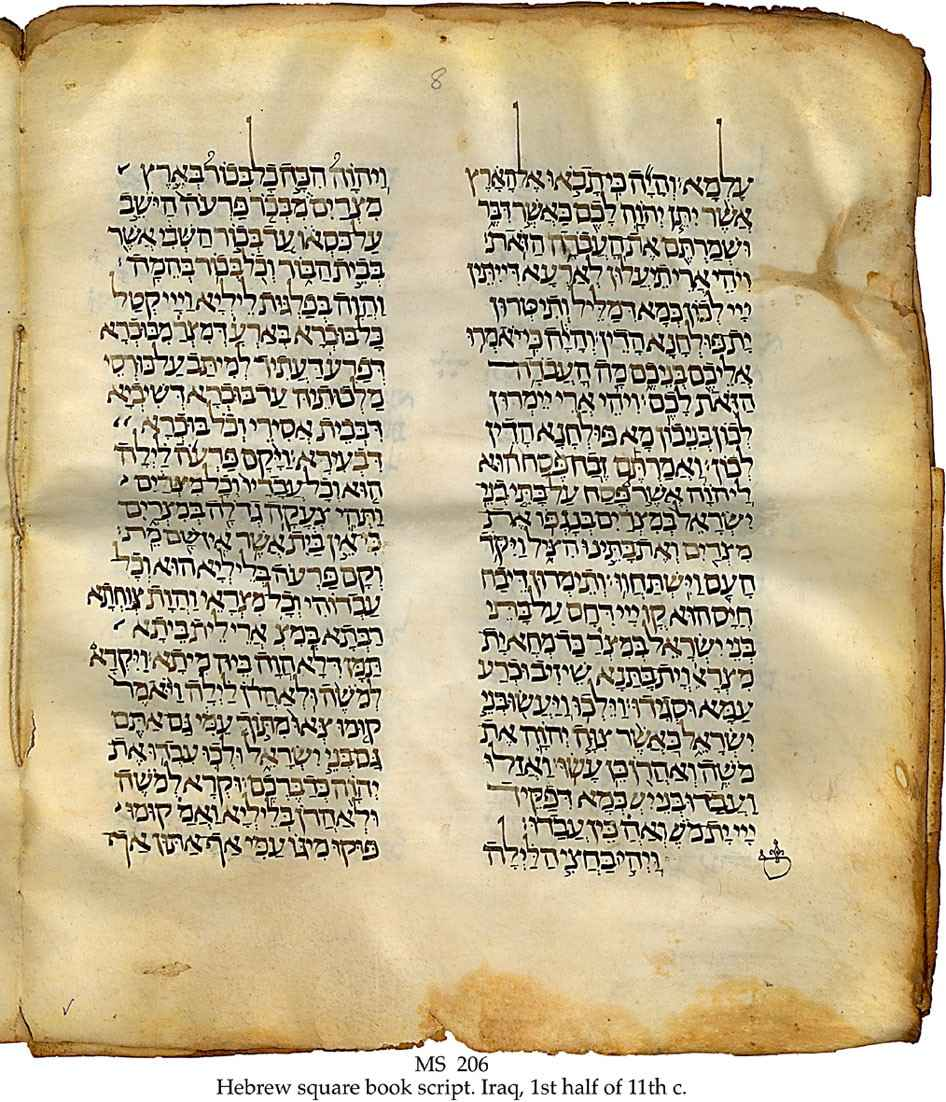
Een per pasoek (regel) in het Aramees vertaald gedeelte uit de tweede parasja Bo van het boek Sjemot 12:25-31. Het betreft een zeer oude uit de elfde eeuw stammende codex uit Irak.

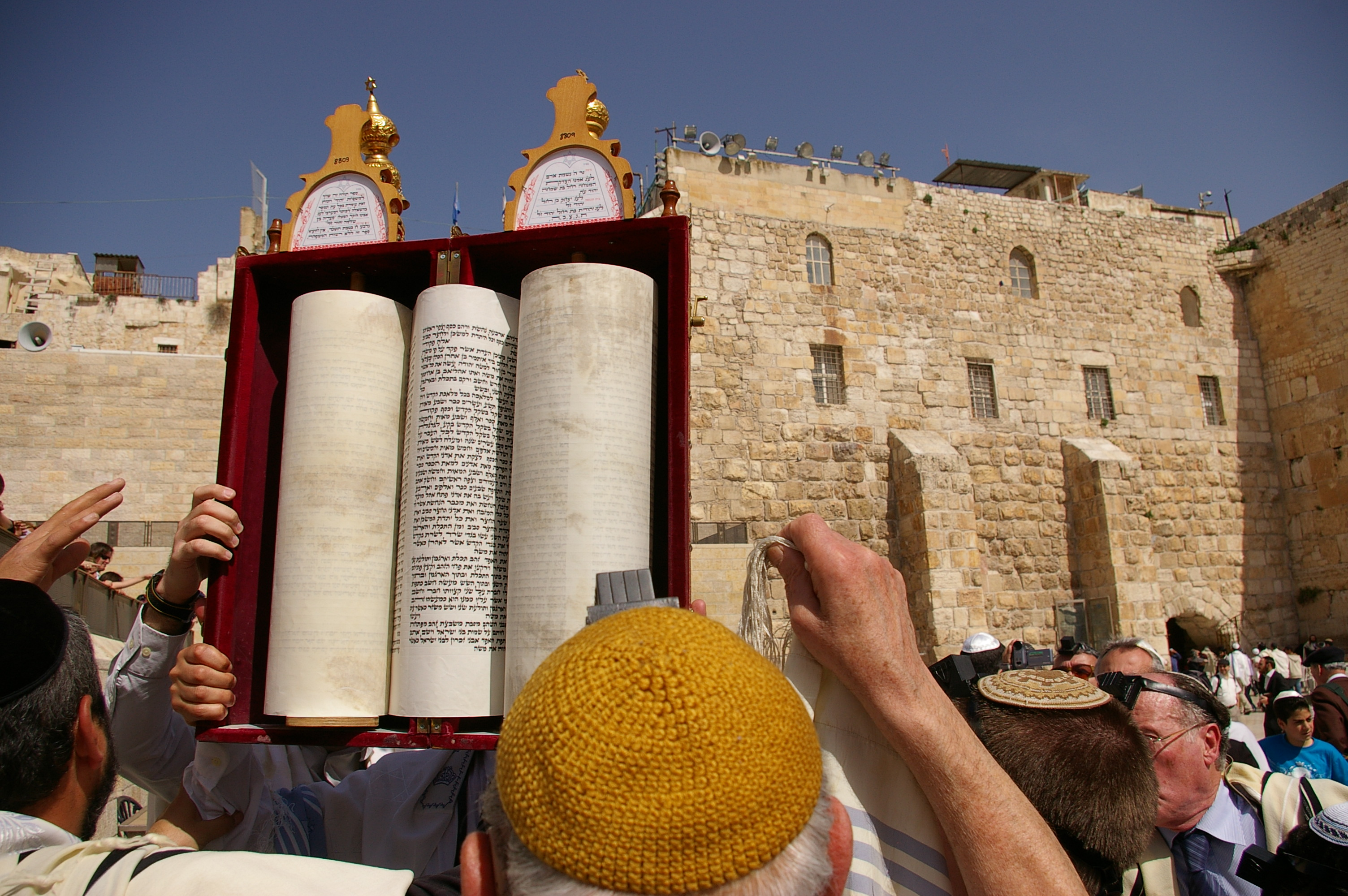
Aan het einde van de Thoralezing wordt de thora opgeheven, hagba. Het betreft een Sefardische thorarol bij de kotel in Jeruzalem.

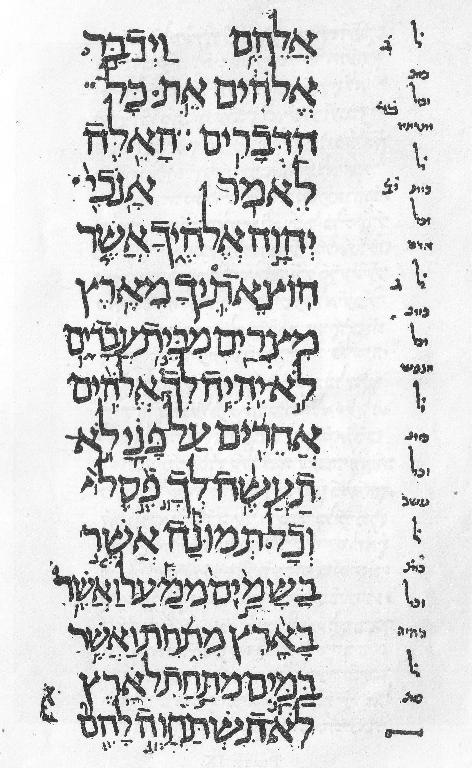
Een gedeelte uit de aseret hadiebrot (de 10 geboden) van de parasja Jitro. De vierde parasja van het boek Sjemot 20:1-5.

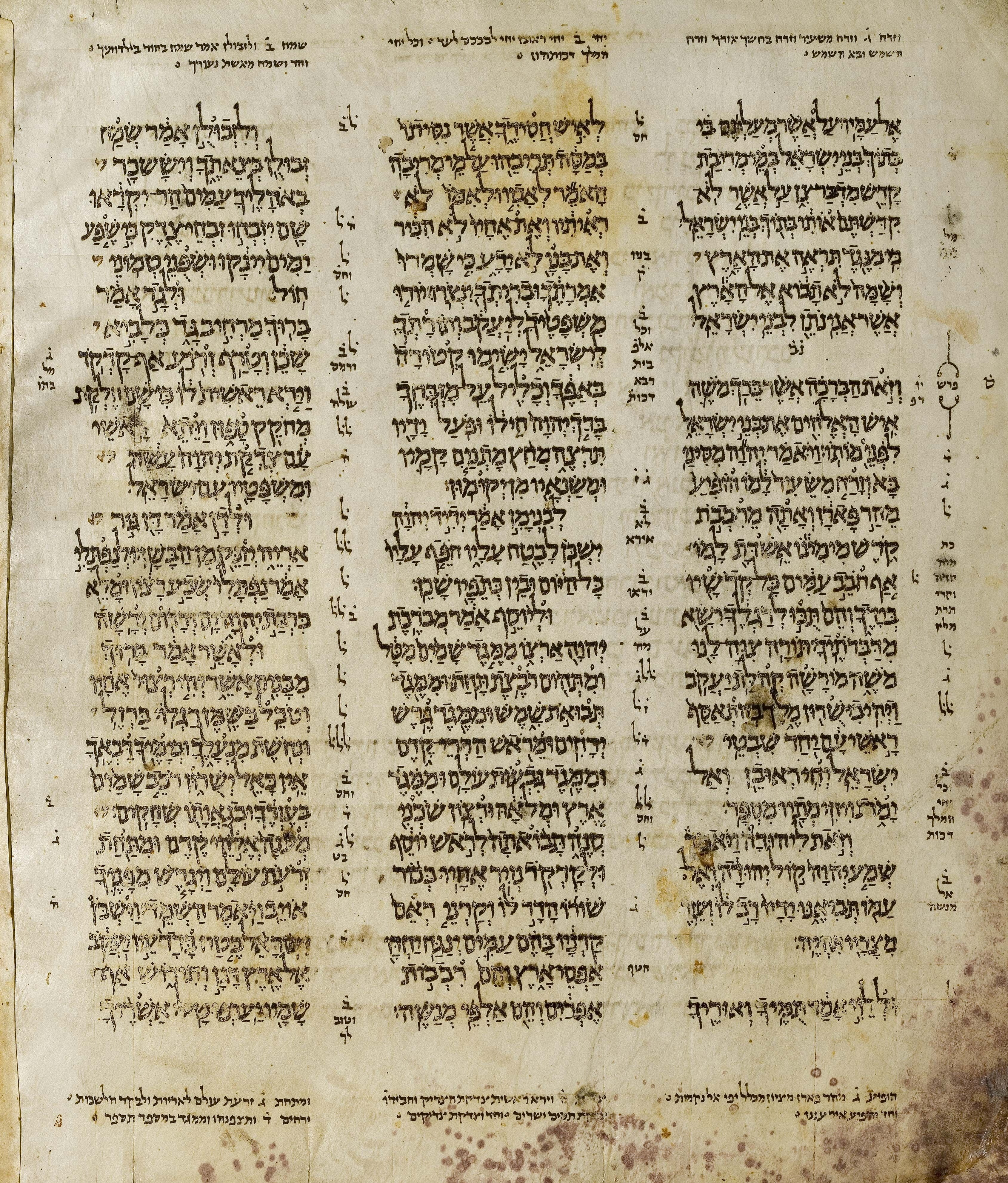
Een pagina van Dewariem uit de beroemde Aleppo-codex uit de 10e eeuw: ooit de oudste volledige Tenach voorhanden, maar sinds 1947 is een derde verdwenen.

De Thora is in 54 sidrot (enkelvoud sidra) verdeeld. Elke sidra is op haar beurt weer onderverdeeld in zeven parsjiot (enkelvoud parasja) of (ook wel aangeduid als parshios, in het Sefardisch parshiot).
Elke sjabbat leest men een sidra, in enkele gevallen twee omdat een jaar maar 52 weken kent of omdat een sjabbat uitvalt doordat de dag tevens een feestdag is en er dan het voor de feestdag bestemde gedeelte wordt gelezen dat de voortzetting van de wekelijkse volgorde onderbreekt.
Alhoewel de term parsjiot oorspronkelijk duidt op de onderverdeling van een sidra, gebruikt men de term vandaag de dag ook als benaming van de gehele sidra. Deze beïnvloeding komt uit het Hebreeuws, waar de sidra van de week parasjat hasjawoe'a heet.
| Parasja (Nederlands) | Parasha (Asjkenazisch) | Parasha (Sefardisch) |               |               |
| -------------------- | ---------------------- | -------------------- | ------------- | ------------- |
| Bereesjiet           | Bereishis              | Bereishit            | Genesis       |               |
| Bereesjiet           | Bereishis              | Bereishit            |               | 1:1 - 6:8     |
| Noach                | Noiach                 | Noach                |               | 6:9 - 11:32   |
| Lech Lecha           | Lech Lecho             | Lech Lecha           |               | 12:1 - 17:27  |
| Wajeera              | Vayeiro                | Vayera               |               | 18:1 - 22:24  |
| Chajee Sara          | Chayei Soroh           | Chayei Sarah         |               | 23:1 - 25:18  |
| Toledot              | Toldois                | Toldot               |               | 25:19 - 28:9  |
| Wajeetsee            | Vayeitzei              | Vayeitzei            |               | 28:10 - 32:3  |
| Wajisjlach           | Vayishlach             | Vayishlach           |               | 32:4 - 36:43  |
| Wajeesjev            | Vayeshev               | Vayeshev             |               | 37:1 - 40:23  |
| Mikeets              | Mikeitz                | Mikeitz              |               | 41:1 - 44:17  |
| Wajigasj             | Vayigash               | Vayigash             |               | 44:18 - 47:27 |
| Wajechi              | Vayechi                | Vayechi              |               | 47:28 - 50:26 |
| Sjemot               | Shemois                | Shemot               | Exodus        |               |
| Sjemot               | Shemois                | Shemot               |               | 1:1 - 6:1     |
| Wa'era               | Vo'eiro                | Va'eira              |               | 6:2 - 9:35    |
| Bo                   | Boi                    | Bo                   |               | 10:1 - 13:16  |
| Besjallach           | Beshalach              | Beshalach            |               | 13:17 - 17:16 |
| Jitro                | Yisroi                 | Yitro                |               | 18:1 - 20:23  |
| Misjpatiem           | Mishpotim              | Mishpatim            |               | 21:1 - 24:18  |
| Teroema              | Terumoh                | Terumah              |               | 25:1 - 27:19  |
| Tetsawe              | Tetzaveh               | Tetzaveh             |               | 27:20 - 30:10 |
| Ki Tisa              | Ki Siso                | Ki Tisa              |               | 30:11 - 34:35 |
| Wajakeel             | Vayakhel               | Vayakhel             |               | 35:1 - 38:20  |
| Pekoedee             | Pekoedei               | Pekudei              |               | 38:21 - 40:38 |
| Wajikra              | Vayikro                | Vayikra              | Leviticus     |               |
| Wajikra              | Vayikro                | Vayikra              |               | 1:1 - 5:26    |
| Tsaw                 | Tzav                   | Tzav                 |               | 6:1 - 8:36    |
| Sjeminie             | Shemini                | Shemini              |               | 9:11 - 11:47  |
| Tazria               | Tazria                 | Tazria               |               | 12:1 - 13:59  |
| Metsora              | Metzoiro               | Metzora              |               | 14:1 - 15:33  |
| Acharé Mot           | Acharei Mois           | Acharei Mot          |               | 16:1 - 18:30  |
| Kedosjiem            | Kedoishim              | Kedoshim             |               | 19:1 - 20:27  |
| Emor                 | Emor                   | Emor                 |               | 21:1 - 24:23  |
| Behar                | Behar                  | Behar                |               | 25:1 - 26:2   |
| Bechoekotai          | Bechukoisai            | Bechukotai           |               | 26:3 - 27:34  |
| Bamidbar             | Bamidbar               | Bamidbar             | Numeri        |               |
| Bamidbar             | Bamidbar               | Bamidbar             |               | 1:1 - 4:20    |
| Nasso                | Nossoi                 | Nasso                |               | 4:21 - 7:89   |
| Beha'alotecha        | Beha'aloisecho         | Beha'alotecha        |               | 8:1 - 12:16   |
| Sjelach Lecha        | Shelach Lecho          | Shlach               |               | 13:1 - 15:41  |
| Korach               | Koirach                | Korach               |               | 16:1 - 18:32  |
| Choekat              | Choekas                | Chukat               |               | 19:1 - 22:1   |
| Balak                | Bolok                  | Balak                |               | 22:2 - 25:9   |
| Pinchas              | Pinchas                | Pinchos              |               | 25:10 - 30:1  |
| Matot                | Mattos                 | Mattot               |               | 30:2 - 32:42  |
| Masa'ee              | Masei                  | Masei                |               | 33:1 - 36:13  |
| Dewariem             | Devorim                | Devarim              | Deuteronomium |               |
| Dewariem             | Devorim                | Devarim              |               | 1:1 - 3:22    |
| We'etchanan          | VoEschonon             | VaEtchanan           |               | 3:23 - 7:11   |
| Ekev                 | Eikev                  | Eikev                |               | 7:12 - 11:25  |
| Re'ee                | Re'eh                  | Re'eh                |               | 11:26 - 16:17 |
| Sjoftiem             | Shoiftim               | Shoftim              |               | 16:18 - 21:9  |
| Kie Teetsee          | Ki Seitzei             | Ki Teitzei           |               | 21:10 - 25:19 |
| Kie Tawo             | Ki Sovoi               | Ki Tavo              |               | 26:1 - 29:8   |
| Nitsaviem            | Nitzovim               | Nitzavim             |               | 29:9 - 30:20  |
| Wajelech             | Vayeilech              | Vayeilech            |               | 31:1 - 31:30  |
| Ha-azinoe            | Ho'azinoe              | Ha'azinu             |               | 32:1 - 32:52  |
| WeZot HaBracha       | VeZois HaBrochoh       | VeZot HaBerachah     |               | 33:1 - 34:12  |

## Spelling
Volgens het Groene Boekje (editie 1995) spelt men 'thora', dus met een 'h' na de 't'. Maar in het traditioneel Hebreeuws staat er geen 'h' klank achter de 't' klank en is deze spelling van het Groene Boekje dus fout.
De reden voor de keuze van de spellingswijze met 'h' is overigens onduidelijk, etymologisch gezien is het beter zonder 'h', maar sinds de 19e eeuw is de spelling met 'h' in het Nederlandse taalgebied het meest gebruikelijk, en een eerdere versie van het Groene Boekje had beide spellingswijzen, zowel met als zonder 'h'.
De 'h' aan het einde van het woord, kan volgens gangbare conventies worden weggelaten. Al met al zijn er dus vier schrijfwijzen in omloop: Thora, Thorah, Tora en Torah.
In het nieuwe Groene Boekje (editie 2005) werd gekozen voor de spelling 'Thora', dus met een hoofdletter die voorgeschreven is bij titels van (heilige) boeken.
Stichting Hebreeuwse en Jiddisje woorden in het Nederlands (2010-), wier spelling door de Nederlandse Taalunie is geratificeerd, hanteert 'Tora' (voor de Bijbelboeken en de leer als geheel) en 'tora' (leer) maar noemt ook de vaak gebruikte spelling 'Thora'.

## Andere visies
Volgens de joodse traditie is de Thora door Mozes op de Sinaï ontvangen. Er zijn echter verschillende aanwijzingen dat de Thora en de Deuteronomistische geschiedenis in de zevende eeuw voor onze jaartelling hun uiteindelijke vorm gekregen hebben, na verschillende redactionele bewerkingen.
Dat er late redactionele bewerkingen zijn geweest zou af te leiden zijn uit de verschillen tussen de Masoretische Tekst, de Samaritaanse Pentateuch en de Septuagint. Deze redactionele bewerkingen laten echter ook ruimte voor de conclusie dat er één oudere tekst aan de basis van deze verschillende versies staat, dan wel dat de Samaritaanse Pentateuch en de Septuagint aan de hand van de Masoretische Tekst zijn opgesteld. De Septuagint is immers een Griekse vertaling en daarmee een verklaring van de hand van 70 vertalers. Verder laat de Samaritaanse versie overduidelijk het filosofische verschil van inzicht met het traditionele jodendom zien. Zo bevat de Samaritaanse Thora als Tiende Gebod van de Tien geboden het gebod een altaar te bouwen op de heilige berg Gerizim, alwaar het centrum van hun godsdienst is gelegen.
De oorspronkelijke tekst is volgens de huidige Bijbelse tekstkritiek ontstaan als samenstelling van waarschijnlijk vier verschillende teksten, die tussen de tiende en vijfde eeuw v.Chr. op schrift gesteld en tot één tekst gecombineerd zijn. Zie hiervoor Documentaire hypothese.
Zie verder de christelijke visie op de Thora.

## Tawrat
Het woord tawrat, dat in de Koran een aantal malen voorkomt en wel wordt vertaald als "thora", wordt in de islam begrepen als openbaringen van God aan de profeet Moesa (Mozes). 